# Jane Dodds
Jane Dodds, née le 23 septembre 1963 à Wrexham, est une femme politique britannique œuvrant au pays de Galles et sur la scène nationale.
Candidate malheureuse aux élections générales de la Chambre des communes en 2015 et 2017 dans la circonscription de Montgomeryshire, elle parvient à se faire élire membre du Parlement en 2019 à la faveur d’une élection partielle tenue à Brecon and Radnorshire mais perd son siège quelques semaines plus tard à la suite d’élections générales anticipées tenues à la fin de l’année. Alors que son parti perd la circonscription de Brecon and Radnorshire aux élections du Parlement gallois de 2021, elle devient membre du Senedd chargée de représenter la région électorale de Mid and West Wales.
Politiquement, elle appartient aux Démocrates libéraux au niveau national et à la branche locale du mouvement qu’elle dirige depuis 2017.

## Biographie
Jane Dodds est l’une des membres du conseil du borough londonien de Richmond upon Thames, élue en mai 2006 dans la circonscription de North Richmond. Après avoir perdu son siège en 2010, elle se représente dans la même circonscription lors d’une élection partielle en mai 2012 sans parvenir à se qualifier,.
Elle se présente aux élections générales en 2015 et en 2017 dans la circonscription de Montgomeryshire, dans le pays de Galles, mais elle est battue par le candidat conservateur Glyn Davies,.
En 2016, elle est devancée par Russell George dans la circonscription de Montgomeryshire lors des élections pour renouveler l’assemblée nationale pour le pays de Galles. L’année suivante, elle prend la tête des Démocrates libéraux gallois le 3 novembre 2017 à la suite de Mark Williams,.
Jane Dodds est sélectionnée par les démocrates libéraux pour porter les couleurs du parti dans la circonscription galloise de Brecon and Radnorshire lors d’une élection partielle en août 2019. Ayant battu le candidat conservateur sortant Chris Davies, elle devient députée. Aux élections générales du mois de décembre suivant, elle est battue par la candidate du Parti conservateur,,,.
En décembre 2020, alors que Kirsty Williams, membre du Senedd en fonction ne souhaite pas se représenter, Jane Dodds ne parvient pas à obtenir l’investiture de son parti dans la circonscription de Brecon and Radnorshire, ultime siège occupé par un démocrate libéral au Senedd depuis les élections générales de l’Assemblée galloise de 2016. Aussi, placée en tête de liste des Démocrates libéraux gallois dans la région électorale de Mid and West Wales, elle remporte le siège de justesse et intègre le Senedd,.

## Résultats électoraux

### Chambres des communes
| Élection               | Circonscription        | Parti  | Parti               | Voix  | %     | Résultat |
| ---------------------- | ---------------------- | ------ | ------------------- | ----- | ----- | -------- |
| Générales de 2015      | Montgomeryshire        |        | Démocrates libéraux | 9 879 | 29,27 | Échec    |
| Générales de 2017      | Montgomeryshire        | 8 790  | Démocrates libéraux | 25,19 |       | Échec    |
| Partielle de 2019 (en) | Brecon and Radnorshire | 13 826 | Démocrates libéraux | 43,46 | Élue  |          |
| Générales de 2019      | Brecon and Radnorshire | 14 827 | Démocrates libéraux | 35,88 | Échec |          |

### Assemblée nationale du pays de Galles et Parlement gallois

#### Circonscription
| Élection          | Circonscription | Parti | Parti               | Voix  | %     | Résultat |
| ----------------- | --------------- | ----- | ------------------- | ----- | ----- | -------- |
| Générales de 2016 | Montgomeryshire |       | Démocrates libéraux | 6 536 | 27,69 | Échec    |

#### Région électorale
| Élection          | Région             | Liste | Liste               | Liste    | Liste  | Liste | Sièges de circonscription | Sièges régionaux | Résultat |
| Élection          | Région             | Parti | Parti               | Position | Voix   | %     | Sièges de circonscription | Sièges régionaux | Résultat |
| ----------------- | ------------------ | ----- | ------------------- | -------- | ------ | ----- | ------------------------- | ---------------- | -------- |
| Générales de 2021 | Mid and West Wales |       | Démocrates libéraux | 1re      | 16 181 | 6,79  | 0 / 8                     | 1 / 4            | Élue     |